# 明克讓
明克让（522年—595年5月5日），表字弘道。平原郡鬲县（今山东省德州市陵城区）人。梁朝、隋朝儒学学者、政治人物。南梁隐士明僧韶之孙，侍中明山賓之子。

## 生平
少年时有志于学，博览经書、史書，善于谈论，精研《三礼》、《论语》，通晓龟策历象。十四岁时，起为湘東王蕭繹属下法曹参軍。曾在听儀賢堂朱异讲《老子》。儀賢堂旁边有竹子、朱异让明克让以此赋诗。「明克让作诗，最后一句是“非君多愛賞，誰貴此貞心”，朱异非常称赞明克让，把女儿嫁给了他。明克让在梁朝历任司徒祭酒、尚書都官郎中、散騎侍郎，兼国子博士、中書侍郎。557年，梁朝滅亡，明克让入長安，北周明帝任命他为麟趾殿学士。随后受位著作上士，转任外史下大夫。调任衛王宇文直友，历任漢東郡太守、南陳郡太守。560年，周武帝即位，召为露門学士，与太史官参与制定新历。受位儀同三司，累進司調大夫、受爵历城县伯。
581年、隋朝建立，担任太子内舍人，转任率更令，進爵为侯。太子楊勇以老师之礼待他。他和太常牛弘修定礼乐，王朝典故多所裁正。594年，以病退休、加位通直散騎常侍。开皇十四年四月十日（594年5月5日）去世，虚岁七十三，岁在甲寅十月癸亥朔廿三日甲申（594年11月11日）葬于雍州大兴县义善乡洪原里。著有《孝经義疏》1部、《古今帝代記》1卷、《文類》4卷、《续名僧記》卷、文集20卷。
其子明余慶官至司門郎，越王楊侗属下担任国子祭酒。

## 家庭

### 兄弟
- 明震

### 夫人
- 吴郡朱氏，右卫将军朱异之女[1]

### 子女
- 明余庆

## 延伸阅读
[在维基数据编辑]
 《北史/卷083》，出自李延壽《北史》
 《隋書·卷58》，出自魏徵《隋书》